# Omar Al-Abdallat
Omar Al-Abdillat (em árabe: عمر العبدلات; transl.: `Umar al -`Abdallāt) é um cantor e compositor jordaniano, responsável pela popularização da música beduína. Ele produziu e executou vários dos mais famosos padrões patrióticos jordanianos, incluindo "Hashimi, Hashimi" e "Jeishana", além das tradicionais canções jordanianas. Ele também representou a Jordânia em vários eventos multiculturais em todo o mundo. Ele também é popular nas várias cidades de outros países árabes.